# Dendrolagus scottae
Dendrolagus scottae is een zoogdier uit de familie van de kangoeroes (Macropodidae). De wetenschappelijke naam van de soort werd voor het eerst geldig gepubliceerd door Flannery & Seri in 1990.

## Kenmerken
D. scottae is een grote, zwarte boomkangoeroe. De staart is langer dan bij de Doriaboomkangoeroe. De kop-romplengte bedraagt 610 tot 625 mm, de staartlengte 525 tot 590 mm, de achtervoetlengte 106,3 tot 119,4 mm, de oorlengte 45,0 tot 55,0 mm en het gewicht 9 tot 11,5 kg.

## Leefwijze
Dit dier brengt net als de Doriaboomkangoeroe veel tijd op de grond door en eet bladeren. Het verspreidingsgebied van de soort is sterk ingekrompen door de jacht.

## Verspreiding
Deze soort komt voor in het Torricelligebergte en op Mount Menawa op 900 tot 2000 m in het noordwesten van Papoea-Nieuw-Guinea. Deze soort is verwant aan de Doriaboomkangoeroe uit de Centrale Cordillera. Waarschijnlijk is het verspreidingsgebied niet groter dan vijftig vierkante kilometer. De dieren uit Mount Menawa, die veel kleiner zijn dan de dieren uit de Torricelli's, vertegenwoordigen mogelijk een aparte ondersoort.